# 池内泰明
池内 泰明（いけうち やすあき、1960年1月12日 - ）は、福島県郡山市出身のバスケットボール選手・指導者である。現役時代のポジションはフォワード。現在は拓殖大学オレンジクラッシャーズヘッドコーチ。

## 来歴
福島県立郡山商業高等学校から拓殖大学に進学。在学中、1979年と1981年のユニバーシアード2大会出場。3年時には全日本のメンバーにも選ばれアジア選手権にも出場した。以降9年間全日本で活躍し1982年アジア大会で銅メダル獲得、主将も務めた。
卒業後の1982年、住友金属に入社。1試合40得点を挙げるなどの活躍を見せ、岡山恭崇とともに住友黄金時代を築く。日本リーグでは新人賞、優秀選手賞に7回、フリースロー賞2回の個人タイトルも獲得した。
住金休部とともに引退。日本リーグ在籍16年。247試合3,598得点を残した。
引退後は筑波大学大学院修士課程で学ぶ一方、母校である拓大のコーチとなる。教え子に同郷の渡邉拓馬がいる。
また、B代表コーチやユニバシアード男子、U-24男子ヘッドコーチなども務める。
2004年、拓大ヘッドコーチに就任。一方でNHKバスケットボール解説者も務める。

## 経歴
- 郡山商業高 - 拓殖大 - 住友金属（1982年〜1998年）

## DVD
- 『シュート5（ファイブ）』NPOスポーツ指導者支援協会　2010年
- 『バスケットボールの戦略と戦術』　ティアンドエイチ株式会社　2009年
- 『拓殖大学オレンジクラッシャーズのオフェンス&ディフェンスドリル』　ティアンドエイチ株式会社　2016年